# 買ってはいけない
『買ってはいけない』（かってはいけない） は、雑誌『週刊金曜日』連載の「商品の安全性」に関するコラム、およびそれをまとめた書籍である。身近な商品を取り上げ、食品添加物や農薬、医薬品、電磁波などの毒性や危険性を訴える一方で、科学的根拠を欠くとの批判がある。1999年に発行された書籍は、200万部の大ベストセラーとなり、食品添加物に対する批判が盛り上がった。

## 概要
1996年から雑誌『週刊金曜日』で連載が始まり、1999年（平成11年）5月、書籍パート1が発行された。世間で広く流通している食品、日用品、家電製品など身近な商品を取り上げ、それに含まれる食品添加物その他の化学物質などの毒性や危険性、家電製品の構造・性能上の問題点などを誇張する。企業名と商品名を名指しし「買ってはいけない」としていたことで話題になり、200万部を超える大ベストセラーとなった。著者によれば、発刊に当たっては『暮しの手帖』の影響を受けたとしている。

『買ってはいけない』以前の類似する本には、郡司篤孝（1914 - 1990年）の『うそつき食品』（1969年）、『食品犯罪』（1970年）、『危険な食品1000種』（1983年）などがある。「買ってはいけない○○」というシリーズは、『買ってはいけない』著者の一人である船瀬俊介の『買ってはいけない化粧品』（1995年）と続編（1998年）のシリーズが先にあった。本書刊行後、『借りてはいけない』『乗ってはいけない』など多数の類似する本が刊行された。
2000年（平成12年）、『週刊金曜日』は、『買ってはいけない』の収益を元に「買ってはいけない基金」を設立。食品の安全性を高めるための調査・研究を行なう基金で、これまでに「商品のダイオキシン独自調査」「トウモロコシから日本で未承認の遺伝子組み換え体を検出する」などを行っている。
『買ってはいけない』の収益で、『週刊金曜日』は当時の売れ行き不振を解消したとする声がある（発刊当初5万部、現在は3万部といわれている）が、実際には『週刊金曜日』本体の売り上げには結びつかず、書籍の売り上げは一時的な収益であるため利益の多くは基金に回された。
2002年（平成14年）にパート2が出版され、その後「新・買ってはいけない」の連載がスタートし、2005年（平成17年）には「新・買ってはいけない2006」の連載が単行本化されているが、『買ってはいけない』の売り上げには及んでいない。
本書では買ってはいけないとしている製品に代用できる良いものがあればそちらを使ったほうが良いとしている。例えばブラウン製の電気シェーバーはモーターから電磁波が出ており、それを体に押し当てると皮膚がんの恐れがあるとし、より安全に深剃りできるとして『ジレットセンサー』を勧めている。

## 書誌情報
最初のパート1と次作のパート2は『週刊金曜日』の別冊として出版された。その後、パート1とパート2は2005年（平成17年）4月に『週刊金曜日』ブックレットシリーズの単行本として書籍化された。2014年（平成26年）9月現在、シリーズで全10冊発行されている。
1. 「「週刊金曜日」別冊ブックレット（2）買ってはいけない」『金曜日』第7巻(第18号) (通号 272号)、金曜日、1999年5月21日、1-208頁。
  - 船瀬俊介、三好基晴・渡辺雄二・山中登志子 著、『週刊金曜日』 編『買ってはいけない』金曜日〈『週刊金曜日』ブックレット 2〉、2005年4月。ISBN 4-906605-03-6。
2. 「買ってはいけない Part2」『金曜日』第10巻(第46号) (通号 447号)、金曜日、2002年11月22日、1-190頁。
  - 天笠啓祐 ほか『買ってはいけない Part2』渡辺雄二 監修、金曜日〈『週刊金曜日』ブックレット 5〉、2005年4月。ISBN 4-906605-04-4。
3. 境野米子、渡辺雄二『新・買ってはいけない 2006』金曜日〈『週刊金曜日』ブックレット〉、2005年12月。ISBN 4-906605-06-0。
4. 垣田達哉、河村宏・境野米子・渡辺雄二『新・買ってはいけない 4』金曜日、2007年1月。ISBN 978-4-906605-24-8。
5. 垣田達哉、境野米子・渡辺雄二・市川はるみ・坂井敦『新・買ってはいけない 5』金曜日、2008年1月。ISBN 978-4-906605-34-7。
6. 垣田達哉、境野米子・渡辺雄二『新・買ってはいけない 6』金曜日、2009年7月。ISBN 978-4-906605-58-3。
7. 垣田達哉、境野米子・渡辺雄二『新・買ってはいけない 7』金曜日、2010年9月。ISBN 978-4-906605-68-2。
8. 渡辺雄二『新・買ってはいけない 8』金曜日、2011年7月29日。ISBN 978-4-906605-75-0。
9. 渡辺雄二『新・買ってはいけない 9』金曜日、2012年9月。ISBN 978-4-906605-85-9。
10. 渡辺雄二『新・買ってはいけない 10』金曜日、2014年9月。ISBN 978-4-906605-98-9。

## 批判
『買ってはいけない』では、「（摂取困難な量の）イーストフードを食べて犬が死亡した」「（口から摂取するものである）保存料の化学成分を皮下注射したらマウスが癌になった」など「量の概念」を無視したり、「マクドナルドでは食用ミミズが使われている」などの都市伝説を事実として紹介したり、味の素に関しては、「野犬に食べさせることで捕獲ができる」「振りかけた酒を飲ませ、前後不覚にしたところで金品を奪う事件が発生」などと記述している。
- 上田紀行は、「商品の検証はたいへん結構なことだ。しかし、相手を最初から『巨悪』と決めつけ、それに立ち向かうためには何をしてもいいという甘えが立場を超えて蔓延しているのは許しがたい」と述べている[8][34]。
- 1999年、日垣隆は、「『買ってはいけない』から正しい情報を探し出すのは至難を極める」と述べ、具体例をあげている[8]。
例：「漢方薬である正露丸には、防腐剤に使われるクレオソートや環境ホルモンが含まれる（→正しい情報が1つもない）」「ヤクルトに含まれる牛乳と砂糖で子どもたちがキレやすくなり、犯罪の再犯率が3倍増える（→根拠なし）」「サランラップを燃やすと環境ホルモンのダイオキシンが発生する（→300 - 500℃で不完全燃焼させた場合[35]）」「テフロン加工のフライパンを空焚きすると、300℃以上になり、テフロンが分解されることがあるので危険（→空焚きが危険）」「キッチンハイターは、目に入ると失明し、うっかり飲むと胃に穴が開くので危険（→目に入れたり飲んだりしない）」[8]。
また、『買ってはいけない』の著者が、「『暮しの手帖』の影響を受けた」としていることについては、「『暮しの手帖』とは全く違う」「『暮しの手帖』は、商品名をあげて商品検証を行っているが、広告の多寡で優劣を決めたり、最初から大企業商品に狙いを定めて叩く、というようなばかげた真似は一度もしていない」「特定商品を殲滅するためではなく、より良い商品づくりを企業に求め消費者に橋渡すために試行錯誤を繰り返してきた」と書いている[8]。
- 1999年の『買ってはいけない』は、大幸薬品の正露丸について、原料の木クレオソートと防腐剤などに使われる工業用クレオソートを混同して、発がん性などを指摘している[1][36]。これに対して大幸薬品は、ウェブサイトに「2つの成分は全く別の物質である」という説明を掲載した[37][38]。

- 2001年、と学会の元会長山本弘は、著書『トンデモ本の世界R』で、小林よしのりの右翼系ベストセラー『戦争論』とともに、左翼系ベストセラーとしてシリーズ1作目を取り上げた[7][39]。山本は、科学的にデタラメだらけのこの本を読んで、「単なる水をジハイドロジェン・モノキサイド（DHMO）と呼んだジョークを真っ先に思い出した」と述べている[7]。また、渡辺雄二がソルビン酸カリウムとソルビン酸を混同したり、船瀬俊介がマクドナルドの肉に食用ミミズが使われていると主張していることを取り上げている[7]。彼らが言っていることは、科学的な装いを凝らしてはいるが、結局は「好き嫌い」にすぎないのだ。彼等は自然食品をこよなく愛する一方、マクドナルドや日清食品のような大企業を毛嫌いしている。だからこれらの企業が使用している添加物の害を針小棒大に騒ぎ立てて難癖をつけ、消費者に「買ってはいけない」と呼びかける。だが、自分たちも酒は好きだから、アルコールの害については何も言わない。一方、酒よりもずっと安全なペットボトルの清涼飲料は、嫌いだから断固として認めない[7]。
- 2008年、科学ジャーナリストの松永和紀は、『買ってはいけない』などの誤った健康情報を指摘した著書『メディア・バイアス――あやしい健康情報とニセ科学』で、科学ジャーナリスト賞を受賞した[40][41][4]。『買ってはいけない』が使ったトリックは、一日摂取許容量（ADI）の何百倍、何千倍というような量の食品添加物を食べさせた実験結果をもとに、極めて微量の使用を非難したものでした。この本がベストセラーになったため、多くの科学者が危機感を覚え、このことを批判しました。ところが、同じ手法を用いて、化学物質を危ないと決めつけるような報道が後を経たないのです[4]。
- 2009年、著者の1人である船瀬俊介の類似著書『新・知ってはいけない!?』が、第18回（2009年）の日本トンデモ本大賞を受賞した[42]。船瀬は、『買ってはいけない』と同様に、「グルメ番組は石油・穀物・食肉メジャーの陰謀」などの陰謀論や、「宅間守は化学物質のせいで殺人鬼にになった」などのトンデモ説を紹介している[42]。
- 2019年、左巻健男の著書『学校に入り込むニセ科学』では、『買ってはいけない』について「特定の食べ物を体に悪いと決めつけ、非難し・攻撃し排斥する一方、ある食べ物を体によいとして推薦したり万能視したりする」「健康や食に不安を持つ人はたくさんいる。それにつけ込んで、『買ってはいけない』などという本を出して、その本を買わせようとする著者や出版社がいる」と述べている[43]。左巻は、2017年の著書『暮らしのなかのニセ科学』でも『買ってはいけない』について触れている[5]。

### 批判書
- 夏目書房編集部 編『「買ってはいけない」は買ってはいけない』夏目書房〈夏目BOOKLET 3〉、1999年10月1日。ISBN 4-931391-65-6。
タイトルも装丁も、内容の体裁も『買ってはいけない』にそっくり合わせている。
- 日垣隆『「買ってはいけない」は嘘である』文藝春秋、1999年10月20日。ISBN 4-16-355770-9。
→ 文庫化。日垣隆『それは違う!』文藝春秋、2001年12月1日。ISBN 978-4167655020。
最も注目された批判書。ウソ、誇張、ねじまげ、詐欺的文章のオンパレードだと批判[8]。第61回（1999年）文藝春秋読者賞受賞[44]。
- 鹿砦社編・『買ってはいけない』特別研究班 編『「買ってはいけない」大論争――ほめる人、けなす人』鹿砦社、1999年11月10日。ISBN 4-8463-0362-4。
当事者である『週刊金曜日』編集長や夏目書房編集部代表を含む様々な人々の寄稿をまとめたもの。
- 『本当に「買ってはいけない」か！？　決定版！　これにて落着！！』ビジネス社〈One plus book 11〉、1999年11月。ISBN 4-8284-0843-6。
- KIBA BOOK編集部 編『「買ってはいけない」喧嘩　週刊金曜日対月刊文藝春秋』Kiba Book、1999年11月。ISBN 4-916158-35-0。
『「買ってはいけない」は嘘である』 との比較検討。
- 『「買ってはいけない」論争解決篇』中川晶監修、データハウス、1999年12月。ISBN 4-88718-556-1。
『「買ってはいけない」は買ってはいけない』 との比較検討。
- と学会『トンデモ本の世界R』太田出版、2001年10月、20-26頁。ISBN 4-87233-608-9。
と学会の元会長山本弘が、社会派トンデモ本としてシリーズ1作目を取り上げている。
- 松永和紀『メディア・バイアス――あやしい健康情報とニセ科学』光文社〈光文社新書 298〉、2007年4月。ISBN 978-4-334-03398-9。
『買ってはいけない』などの誤った健康情報には、科学論理の誤りや統計データの取り扱い方に不備があることを指摘した。科学ジャーナリスト賞を受賞[40]。
- 佐藤健太郎『化学物質はなぜ嫌われるのか ~「化学物質」のニュースを読み解く』技術評論社〈知りたい!サイエンス 33〉、2008年6月。ISBN 978-4-774-13517-5。
- 山本弘『ニセ科学を10倍楽しむ本』楽工社、2010年2月27日。ISBN 978-4-903063-41-6。
→ 文庫化。山本弘『ニセ科学を10倍楽しむ本』筑摩書房〈ちくま文庫〉、2015年4月8日。ISBN 978-4-480-43253-7。
と学会の元会長で作家の山本弘が執筆している。

## 関連文献

### 関連書籍
『買ってはいけない』
著者の本
- 船瀬俊介 編著『買ってはいけない化粧品―ナルホド!もう、だまされない』三一書房〈三一新書〉、1995年2月。ISBN 4-380-95002-6。
- 船瀬俊介 編著『続買ってはいけない化粧品―さあ、髪も素肌もより美しく…!』 続、三一書房〈三一新書〉、1998年11月。ISBN 4-380-98015-4。
- 境野米子『買ってもよい化粧品 買ってはいけない化粧品』コモンズ、2000年10月1日。ISBN 978-4906640331。
- 三好基晴『病気の迷信―信じてはいけないのだ 「買ってはいけない」の著者が語る病気の真実』』花書院、2004年3月。ISBN 978-4-93-891064-8。
- 三好基晴『健康のトリック 見てはいけない健康テレビ番組　「買ってはいけない」の著者が語る健康の真実』花書院、2005年5月。ISBN 978-4-93-891076-1。
- 船瀬俊介『消費者に隠された100の真実　知ってはいけない!?』徳間書店、2007年11月。ISBN 978-4-19-862440-8。
- 船瀬俊介『新・知ってはいけない!?』徳間書店、2008年11月。ISBN 978-4-19-862633-4。
第18回（2009年）の日本トンデモ本大賞受賞。日本人だけが知らない世界の100の常識を紹介するシリーズの第2弾。
- 船瀬俊介『買ってもいい　安心・こだわりの逸品厳選276』 食卓編、光文社〈カッパ・ブックス〉、1999年11月。ISBN 4-334-00663-9。
- 渡辺雄二『食べてはいけない添加物 食べてもいい添加物』大和書房、2008年7月9日。ISBN 978-4479301875。
- 渡辺雄二『コンビニの買ってはいけない食品買ってもいい食品』大和書房〈だいわ文庫 107-2A〉、2010年5月。ISBN 978-4-479-30287-2。
- 船瀬俊介『クスリは飲んではいけない!?』徳間書店、2010年5月。ISBN 978-4-19-862935-9。
  - 船瀬俊介『クスリは飲んではいけない!?』徳間書店〈徳間文庫 ふ36-1〉、2014年8月。ISBN 978-4-19-893875-8。 - 船瀬 (2010b)の改訂。
- 船瀬俊介『ガン検診は受けてはいけない!?』徳間書店、2010年10月。ISBN 978-4-19-863041-6。 - 文献あり。
- 渡辺雄二『買ってはいけないお菓子買ってもいいお菓子』大和書房〈だいわ文庫 107-4A〉、2011年12月。ISBN 978-4-479-30364-0。
- 船瀬俊介『「長生き」したければ、食べてはいけない!?』徳間書店、2011年1月。ISBN 978-4-19-863110-9。
- 船瀬俊介『ガン・白血病の恐怖におびえないために　放射能汚染だまされてはいけない!?』徳間書店、2012年2月。ISBN 978-4-19-863342-4。
- 渡辺雄二『加工食品の危険度調べました　スーパーで買ってはいけない食品と買ってもいい食品』三才ブックス〈三才ムック vol.546〉、2012年10月。ISBN 978-4-86199-524-8。
- 渡辺雄二『買ってはいけないインスタント食品買ってもいいインスタント食品　カップめんからレトルト、冷凍食品まで』大和書房〈だいわ文庫 107-6A〉、2013年9月。ISBN 978-4-479-30448-7。
- 渡辺雄二『プライベートブランド食品の危険度調べました　スーパー・コンビニで買ってはいけない食品と買ってもいい食品』三才ブックス〈三才ムック Vol.601〉、2013年4月。ISBN 978-4-86199-578-1。
- 船瀬俊介『知らないあなたは"殺される"　テレビも新聞も隠す『真実の情報』　知ってはいけない!?医食住の怖～い話』徳間書店、2013年3月。ISBN 978-4-19-863582-4。
- 船瀬俊介『長生きしたければ、行ってはいけない　病院で殺される』三五館、2013年8月。ISBN 978-4-88320-590-5。
- 船瀬俊介、内海聡『血液の闇　輸血は受けてはいけない』三五館、2014年7月19日。ISBN 978-4-88320-616-2。 - 『血液の闇』の特設ページ。
- 渡辺雄二『スーパーで買ってはいけない食品ガイド~体に悪い添加物がよくわかる!』大和書房、2020年9月19日。ISBN 978-4479785163。[45]
- 渡辺雄二『子どもに「買ってはいけない」「買ってもいい」食品』大和書房、2017年10月25日。ISBN 978-4479784050。
- 渡辺雄二『新版「食べてはいけない」「食べてもいい」添加物』大和書房、2023年5月25日。ISBN 978-4479785866。

その他
- 行徳峰史『商工ローン 借りてはいけない』WAVE出版、1999年11月。ISBN 4-87290-013-8。
- 宮本孝、中島みなみ『商工ローン借りてはいけない』 続、WAVE出版、2000年1月。ISBN 4-87290-071-5。
- 松崎龍一『ヤミ金には借りてはいけない返してはいけない』日本実業出版社、2003年7月。ISBN 4-534-03614-0。
- 森慶太『乗れるクルマ 乗ってはいけないクルマ』三笠書房〈王様文庫〉、2000年1月。ISBN 4-8379-6006-5。
- 『乗ってはいけない! 自動車事故対策センターのオフセット衝突試験ではじめてわかった本当に安全なクルマはどれだ? 国土交通省の自動車アセスメントを完全分析』牧野茂雄 監修、双葉社〈双葉社スーパームック 2001〉、2001年8月。ISBN 4-575-47382-0。
- 辛淑玉『その手に乗ってはいけない!』ちいさいなかま社(出版) ひとなる書房(発売)、2008年8月。ISBN 978-4-89464-121-1。
- 織田隼人『妻の相談に乗ってはいけない』学習研究社〈学研新書 056〉、2009年8月。ISBN 978-4-05-404228-5。
- 中嶋孝司 編『この食品買ってもいいよ　体に良い食・うまい食』牧野出版、1999年12月。ISBN 4-89500-062-1。
- ロム・インターナショナル 編『自分でできる買ってもいいものの見分け方』松浦寿喜・松井宏夫 監修、情報センター出版局、1999年12月。ISBN 4-7958-1563-1。
- 藤沢久美、宮田丈裕『買ってはいけないファンド買ってもいいファンド』 2001年版、オーエス出版、2000年12月。ISBN 4-7573-0076-X。

### 関連記事
- 「27万部週刊金曜日別冊『買ってはいけない』にヤリ玉、一流企業の「言い分」」『週刊朝日』第104巻(第31号) (通号 4332号)、朝日新聞出版、1999年7月9日、157-158頁。
- 「特集 「買ってはいけない」現象」『金曜日』第7巻(第31号) (通号 285号)、金曜日、1999年8月20日、9-25頁。
  - 「『買ってはいけない』掲載全67社の言い分 言い訳」『金曜日』第7巻(第31号) (通号 285号)、金曜日、1999年8月20日、10-17頁。
  - 船瀬俊介「著者座談会 消費者が変わる企業が変わる」『金曜日』第7巻(第31号) (通号 285号)、金曜日、1999年8月20日、18-22頁。
- 「週刊金曜日VS.月刊文藝春秋バトル――「聖書」か扇動の書か『買ってはいけない』100万部超、どこがインチキだ」『週刊朝日』第104巻(第39号) (通号 4340号)、朝日新聞出版、1999年9月3日、34-36頁。
- 「100万部突破「買ってはいけない」」『サンデー毎日』第78巻(第38号) (通号 4338号)、毎日新聞社、1999年9月5日、20-28頁、ISSN 0039-5234。
  - 「名指しされた67社の言い分」『サンデー毎日』第78巻(第38号) (通号 4338号)、毎日新聞社、1999年9月5日、20-23頁、ISSN 0039-5234。
  - 船瀬俊介「著者vs.日垣隆の激突3時間対談」『サンデー毎日』第78巻(第38号) (通号 4338号)、毎日新聞社、1999年9月5日、24-28頁、ISSN 0039-5234。
- 「「買ってはいけない」ベストセラーで「朝日」から逃げる「広告」」『週刊新潮』第44巻(第34号) (通号 2217号)、新潮社、1999年9月9日、141-142頁、ISSN 0488-7484。
- 日垣隆「ウソ、誇張、ねじまげを徹底検証 70万部突破の大ベストセラー「買ってはいけない」はインチキ本だ」『文藝春秋』第77巻第9号、文藝春秋、1999年9月、168-180頁。
- 松尾信之「週刊金曜日「買ってはいけない」"大化け"の背景」『創』第29巻(第8号) (通号 328号)、創出版、1999年9月、130-135頁。
- 椎名玲「『買ってはいけない』20年前に"ソックリ本"があった！――なぜ参考文献に記さない!?」『週刊文春』第41巻(第40号) (通号 2050号)、文藝春秋、1999年10月21日、38-40頁。
- 「日本全国に広がる"買ってはいけない"現象」『国際商業』第32巻(第10号) (通号 377号)、国際商業出版、1999年10月、16-18頁。
- 渡辺雄二「「『買ってはいけない』はインチキ本だ」への反論――市民・消費者の側に立つのがジャーナリズムだ」『文藝春秋』第77巻第10号、文藝春秋、1999年10月、196-205頁。
- 日垣隆「もう一度言う『買ってはいけない』はインチキ本だ」『文藝春秋』第77巻第10号、文藝春秋、1999年10月、208-219頁。
- 椎名玲「「買ってはいけない」生活とても「やっていけない！」」『週刊文春』第41巻(第43号) (通号 2053号)、文藝春秋、1999年11月11日、182-185頁。
- 「『買ってはいけない』著者たちの問題商法」『週刊朝日』第104巻(第51号) (通号 4352号)、朝日新聞出版、1999年11月19日、22-26頁。
- 高橋久子「『買ってはいけない』大論争-危険な食品・安全な食品-」『文藝春秋』第77巻第11号、文藝春秋、1999年11月、180-194頁。
- 斎藤駿「広告はどこまで環境を表現できるか――『買ってはいけない』の広告批判を考える」『広告批評』、マドラ出版、1999年11月、130-137頁、ISSN 0388-4937。
- 椎名玲「「成分表示」ですぐわかる。本当に"買ってはいけない"カップ麺・ハム・清涼飲料」『週刊文春』第41巻(第46号) (通号 2056号)、文藝春秋、1999年12月2日、200-203頁。
- 田丸美寿々「婦人公論井戸端会議 「買ってはいけない」,私はこう読んだ――ゲスト・高橋久仁子/中野不二男」『婦人公論』第84巻(第25号) (通号 1050号)、中央公論新社、1999年12月7日、168-173頁。
- 椎名玲「「ラベル」ですぐわかるこれも"買ってはいけない"化粧品・歯磨き・ボディソープ――大好評！クイズ形式安全チェック」『週刊文春』第41巻(第48号) (通号 2058号)、文藝春秋、1999年12月16日、46-49頁。
- リチャードギルモア「GMO（遺伝子組み換え食品）は「買ってはいけない」か」『Voice』、PHP研究所、1999年12月、160-169頁、ISSN 0387-3552。
- 辻和成「「買ってはいけない89品目」は本当に「売ってはいけない」のか!?」『商業界』第52巻(第12号) (通号 640号)、商業界、1999年12月、91-95頁。
- 「問題本『買ってはいけない』騒動の問題点を斬る」『商業界』第52巻(第12号) (通号 640号)、商業界、1999年12月、91-97頁。
- 新郷由起「「買ってはいけない」と言われ、さあ2000年に何を買うか」『エコノミスト』第78巻(第2号) (通号 3432号)、毎日新聞社、2000年1月18日、37-39頁、ISSN 0013-0621。
- 「Mono-Watching/エコ的商品学Special 注目のエコワード10――「買ってはいけない」,非・遺伝子組み換え食品,共生自転車,3リッターカー,ホームメイドエネルギー,待機電力ゼロ家電,ヘンプブーム,グリーンピープル,レインボー・ムーブメント,ネイティヴアメリカン」『日経eco21』、日経ホーム出版社、2000年1月、53-63頁。
- 山本弘「こんな本は買ってはいけない!? l998～1999」『本の話』第6巻(第1号) (通号 56号)、文藝春秋、2000年1月、36-39頁。
- 横山茂彦「『買ってはいけない』VS.『「買ってはいけない」は買ってはいけない』」『金曜日』第8巻(第16号) (通号 320号)、金曜日、2000年5月5日、66-73頁。
  - 「徹底論争「買ってはいけない」激突4時間」『金曜日』第8巻(第16号) (通号 320号)、金曜日、2000年5月5日、65-75頁。
- 「Cosmetic & Toiletry News〈国内〉 ニューウェイズが他社製品を誹議し急成長――ベストセラーの本『買ってはいけない』を小道具に使って」『国際商業』第33巻(第11号) (通号 390号)、国際商業出版、2000年11月、19-21頁。
- 川勝久「マルチメディア時代のコーポレートコミュニケーション（その2）「買ってはいけない」時代がやってきた」『国際経営・文化研究』第4巻第2号、三芳町 国際コミュニケーション学会, 1997-、2000年3月、11-27頁、ISSN 1343-1412。
- 中村博一「『買ってはいけない』をめぐって」『生活科学研究』、文教大学生活科学研究所、2001年3月、123-128頁、ISSN 0285-2454。
- 「テレビ局幹部が内部告発！「テレビ通販 買ってはいけない！」」『週刊現代』第44巻(第49号) (通号 2206号)、講談社、2002年11月16日、58-61頁。
- 「全95社154製品アンケート!! 「買ってはいけない」商品 その後どうなりましたか？」『金曜日』第10巻(第15号) (通号 416号)、金曜日、2002年4月19日、9-19頁。
  - 「変えていない企業」『金曜日』第10巻(第15号) (通号 416号)、金曜日、2002年4月19日、12-15頁。
- 渡辺雄二「生活情報ページ 暮らし・くらし・KURASHI 新・買ってはいけない（12）拡大版 サプリメント――健康被害を起こす成分/効果を示すような表現に注意！」『金曜日』第12巻(第36号) (通号 535号)、金曜日、2004年9月17日。
- 境野米子「生活情報ページ 暮らし・くらし・KURASHI 新・買ってはいけない（20）拡大版 対外排出系ダイエット食品」『金曜日』第13巻(第3号) (通号 553号)、金曜日、2005年1月21日。
- 山中登志子「『買ってはいけない』仕掛け人が見た、ヘンな通販会社 カタログハウス」『部落解放』第547号、解放出版社、2005年3月、38-47頁、ISSN 0914-3955。
- 水城遼「買ってはいけない 読んでもいけない 130万ベストセラー『病気にならない生きかた』の大欺瞞」『Zaiten』第51巻(第3号) (通号 622号)、財界展望新社、2007年3月、132-135頁。